# Бойко, Иван Григорьевич (политик)
Ива́н Григо́рьевич Бо́йко (укр. Іван Григорович Бойко; род. 8 февраля 1956) — народный депутат Украины 1-го созыва.

## Биография
Родился 8 февраля 1956 года, в селе Великая Белозерка, Каменско-Днепровский район, Запорожская область, УССР в семье служащих. Украинец, образование высшее, ученый агроном-плодоовощевик, Крымский сельскохозяйственный институт имени Н. И. Калинина.
1973 — слесарь Каменско-Днепровского дорожного управления № 8.
1974 — служба в Советской Армии.
1976 — руководитель кружковой работы Великобелозерского Дома пионеров, Запорожская область.
1978 — инструктор Каменско-Днепровской ГГ ДСО «Колос».
1979 — инспектор отдела кадров, агроном, управляющий отделением, председатель профкома совхоза «Каменка».
1987 — председатель РК профсоюза работников агропромышленного комплекса.
1994 — вице-президент АО «Газпром», внештатный научный консультант ВР Украины.
Член КПСС 1980-1991; депутат городского Совета.
Выдвинут кандидатом в народные депутаты трудовым коллективом АПК Каменско-Днепровского района.
18 марта 1990 года избран народным депутатом Украины 1-го созыва, 2-й тур, 46,15 % голосов, 10 претендентов.
- Запорожская область
- Каменско-Днепровский избирательный округ № 192
- Дата принятия депутатских полномочий: 15 мая 1990 года.
- Дата прекращения депутатских полномочий: 10 мая 1994 года.

Входил в группу «Центр».
Заместитель Председателя Комиссии ВР по делам ветеранов, пенсионеров, инвалидов, репрессированных, малообеспеченных и воинов-интернационалистов.
Владеет польским языком. Увлекается садоводством и рыбалкой.

## Награды
Орден «За заслуги» ІІІ (август 1997), II (июнь 2006), I степени (август 2011). Почетная грамота Верховной Рады Украины (август 2000).

## Семья
Женат, имеет ребёнка и двух внуков